# Reiraku
Reiraku (零落 Reiraku?) es un manga de demografía seinen que oscila entre los géneros de recuentos de la vida y drama escrito e ilustrado por Inio Asano, autor, entre otros, de mangas como Solanin o Buenas noches Punpun. Comenzó su serialización el 10 de marzo de 2017 en el séptimo número de la revista semanal Big Comic Superior (ビッグコミックスペリオール?) de la editorial japonesa Shogakukan y finalizó, con un total de 8 capítulos, el 28 de julio del 2017 en la decimosexta entrega de la revista. Posteriormente el manga fue recopilado en un tomo único (one-shot) y fue publicado en Japón el 10 de octubre de 2017 consiguiendo, en tan solo dos semanas, vender más de 25.000 copias y situarse en el puesto n.º 27 del ranking de mangas más vendidos en Japón en la semana del 30 de octubre al 5 de noviembre de 2017. Reiraku ha sido publicado en Estados Unidos por Viz Media, en Francia por Kana, en Alemania por Tokyopop Germany, en Italia por Panini, en Argentina por Ivrea Argentina y en España por Norma Editorial.

## Sinopsis
El título, Reiraku (零落 れいらく?), vendría a significar en castellano algo semejante a «en caída». Kaoru Fukasawa es un reconocido dibujante de manga (mangaka) que por fin, tras años de duro trabajo, ha conseguido acabar su primera gran obra de éxito, Sayonara Sunset, sin embargo, en lugar de estar feliz por la hazaña conseguida, este se ve sumido en una profunda crisis personal y creativa que le impedirá avanzar tanto en su carrera profesional como en su vida personal. Exigirle el divorcio a su mujer, quien trabaja como editora de una exitosa mangaka más joven que él, será solo el primer paso hacia una vorágine autodestructiva de la que no resultará nada fácil salir.

## Personajes[9]
Kaoru Fukasawa (深澤薫 Fukasawa Kaoru?) El protagonista de la historia. Gracias a su obra Sayonara Sunset Kaoru se ha convertido en un mangaka de éxito, sin embargo, no es feliz con su vida actual. No puede soportar que su esposa, Nozomi, esté tan pendiente de Makiura-sensei, la joven y prometedora mangaka con la que trabaja y ya ni siquiera es capaz de recordar qué fue lo que le motivó a escoger dicha profesión. Herido emocionalmente e incapaz de afrontar su constante frustración, Kaoru se encuentra en caída libre. 
Nozomi Machida (町田のぞみ Machida Nozomi?) Mujer de Karou. Trabaja como editora para la prometedora mangaka Makiura-sensei. Es muy profesional y dedicada con su trabajo, pero Kaoru no lo ve como algo positivo y la acusa de tener la culpa del distanciamiento de su matrimonio. A pesar de verse afectada cuando los sentimientos de Kaoru desbordan no dudará en ofrecerle su ayuda.
Chifuyu (ちふゆ Chifuyu?) Joven prostituta de actitud despreocupada a la que Kaoru conoce en el barrio rojo. Su «mirada de gato» embelesará a Kaoru, quien al mirarla a los ojos no podrá evitar evocar recuerdos del pasado.
Tomita (冨田ちゃん Tomita-chan?) La única chica del equipo de ayudantes de Kaoru. Su sueño es triunfar como mangaka pero ha pasado los últimos ocho años trabajando en la obra de Kaoru y no puede evitar decirle todo lo que piensa de él cuando este la despide.

## Serialización de Reiraku en la revista Big Comic Superior
| Capítulo                      | Fecha de publicación | N.º de la revista              |
| ----------------------------- | -------------------- | ------------------------------ |
| Capítulo 1 (零落 第1話?)      | 10 de marzo de 2017  | 7.ª entrega de 2017 (第7号?)   |
| Capítulo 2 (零落 第2話?)      | 24 de marzo de 2017  | 8.ª entrega de 2017 (第8号?)   |
| Capítulo 3 (零落 第3話?)      | 14 de abril de 2017  | 9.ª entrega de 2017 (第9号?)   |
| Capítulo 4 (零落 第4話?)      | 12 de mayo de 2017   | 11.ª entrega de 2017 (第11号?) |
| Capítulo 5 (零落 第5話?)      | 26 de mayo de 2017   | 12.ª entrega de 2017 (第12号?) |
| Capítulo 6 (零落 第6話?)      | 9 de junio de 2017   | 13.ª entrega de 2017 (第13号?) |
| Capítulo 7 (零落 第7話?)      | 14 de julio de 2017  | 15.ª entrega de 2017 (第15号?) |
| Capítulo final (零落 最終話?) | 28 de julio de 2017  | 16.ª entrega de 2017 (第16号?) |

## Aspectos técnicos de la edición española[8]
| Título             | Reiraku - Cuesta abajo                       |
| Formato            | Tomo, 14,8 x 21cm, rústica con sobrecubierta |
| Páginas            | 240 páginas en B/N + 6 a color               |
| Sentido de lectura | Oriental                                     |
| ISBN               | 978-84-679-3531-8                            |
| PVP                | 9,95€                                        |
| Traducción         | Marc Bernabé                                 |